# Altenglische Literatur
Die altenglische Literatur (oder angelsächsische Literatur) umfasst literarische Werke in altenglischer Sprache, die in der etwa sechshundertjährigen Periode vom mittleren 5. Jahrhundert bis zur normannischen Invasion im Jahre 1066 in Britannien entstanden sind. Sie wurden überwiegend erst am Ende dieses Zeitraums aufgeschrieben, denn die literarische Tradition war damals hauptsächlich mündlich. Sie schließen u. a. epische Gedichte, Hagiographien, Reden, Bibelübersetzungen, juristische Texte, Chroniken und Rätsel ein. Insgesamt existieren heute noch ca. 400 Manuskripte, die der altenglischen Sprach- und Literaturwissenschaft als Textkorpus dienen.
Einige der bedeutendsten Werke der altenglischen Literatur sind:
- das Versepos Beowulf
- die Anglo-Saxon Chronicle, eine Sammlung von Texten zur Frühgeschichte Englands;
- das Gedicht Cædmon’s Hymn aus dem 7. Jahrhundert, der älteste erhaltene auf Englisch verfasste Text.

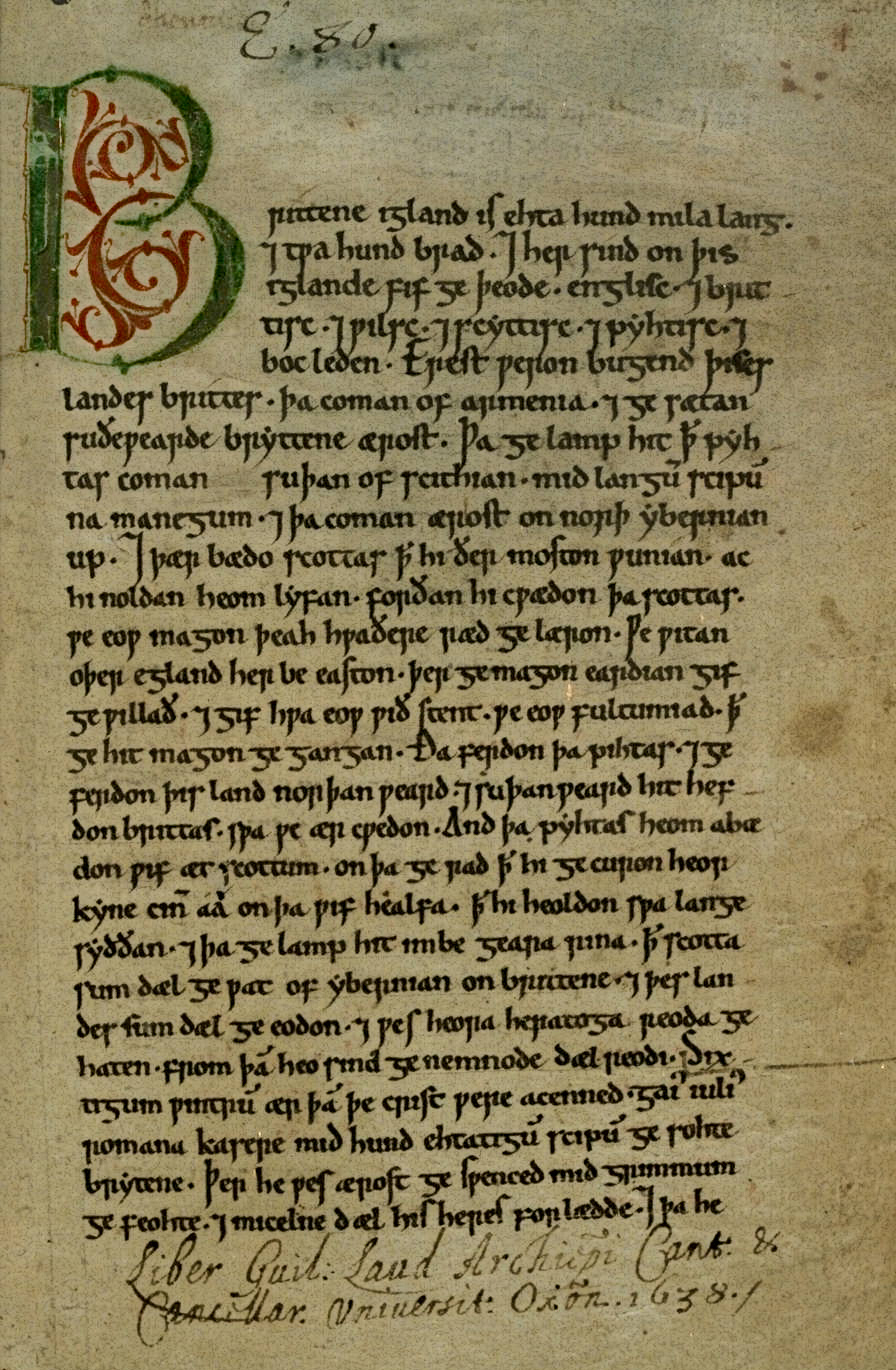
Die erste Seite der Peterborough Chronicle, die wahrscheinlich um 1150 entstand und eine der Anglo-Saxon Chronicles ist.

## Überblick

Landnahme der Angelsachsen um das Jahr 600

Die britischen Inseln um 800. Der mittlere und südliche Teil des heutigen England ist zwischen den sieben angelsächsischen Kleinkönigreichen (in roter Schrift) aufgeteilt.

Etwa 80 Jahre später befindet sich der Osten Englands in dänischer Hand, der Westen und Süden unter der Herrschaft von Wessex.

Von der großen Zahl an Manuskripten, die aus der altenglischen Zeit überliefert sind, wurden die meisten in den letzten 300 Jahren dieses Zeitalters geschrieben (9. bis 11. Jahrhundert), und zwar sowohl in Altenglisch als auch in Latein.
Die altenglische Literatur wurde aus praktischer Notwendigkeit geboren, als es nach den Wikingerinvasionen nur noch wenige Menschen gab, die des Lateinischen mächtig waren. Kirchliche Würdenträger waren besorgt, dass niemand ihre Schriften mehr würde lesen können. Ebenso bedauerte der König von Wessex, König Alfred der Große (849–899), der die englische Kultur wieder fördern wollte, den üblen Zustand, in den die auf Latein basierende Bildung in England geraten war:
| „Swæ clæne hio wæs oðfeallenu on Angelcynne ðæt swiðe feawa wæron bihionan Humbre ðe hiora ðeninga cuðen understondan on Englisc oððe furðum an ærendgewrit of Lædene on Englisc areccean; ond ic wene ðæte noht monige begiondan Humbre næren.“ Übersetzung: So vollständig war [das Wissen] von England abgefallen, dass es sehr wenige auf dieser [d.h. der südlichen] Seite des Humber gab, die ihre [lateinischen Kirchen-]Rituale verstanden, oder einen Brief vom Lateinischen ins Englische übertragen konnten; und ich glaube, dass es jenseits des Humber nicht viele waren. (Aus Alfreds Einleitung zu Pastoral Care, dem Hirtenbrief von Papst Gregor, den er ins Altenglische übersetzte). |

Alfred stellte fest, dass zwar nur sehr wenige Menschen Latein, aber noch relativ viele Altenglisch lesen konnten. So schlug er vor, dass Schüler und Studenten in Altenglisch unterrichtet werden sollten, und jene, die sich hervortaten, danach Latein lernen sollten. Daher sind viele der verbliebenen Texte typische schülerorientierte Texte, die für den Unterricht vorgesehen waren. Insgesamt werden von den 400 überlieferten altenglischen Manuskripten 189 als bedeutend angesehen. Diese Manuskripte werden von Sammlern schon seit dem 16. Jahrhundert hoch geschätzt, nicht nur wegen ihres historischen und literarischen Wertes, sondern auch wegen der Schönheit ihres regelmäßigen Schriftbildes und der Illustrationen.
Nicht alle dieser Texte kann man tatsächlich der Literatur zuordnen, wie z. B. Namenslisten und abgebrochene Schriftübungen. Diejenigen Texte, die von literarischem Wert sind, stellen aber ein beträchtliches Corpus dar und umfassen (beginnend mit der umfangreichsten Kategorie, in absteigender Reihenfolge): Reden und Heiligengeschichten, Bibelübersetzungen, aus dem Latein übersetzte Werke der frühen Kirchenväter; angelsächsische Chroniken und narrative Geschichtsschreibung; Gesetze, Testamente und andere juristische Werke; praktische Arbeiten über Grammatik, mittelalterliche Medizin und Geographie; und schließlich, mit den wenigsten überlieferten Texten, aber keineswegs als die unbedeutendste Kategorie, Werke der Dichtung.
Abgesehen von einigen wenigen Ausnahmen sind alle altenglischen Autoren anonym.
Die Forschung, die sich mit altenglischer Literatur beschäftigt, hat verschiedene Phasen durchlaufen: Im 19. und frühen 20. Jahrhundert konzentrierte man sich auf die sprachwissenschaftlichen, insbesondere die etymologischen Aspekte der Texte, später wurden auch die literarischen Qualitäten gewürdigt. Heute konzentriert sich das Interesse auf folgende Themen:
- Fragen der Paläographie (Wissenschaftler des 19. Jahrhunderts hatten die Entstehung von Handschriften oft auf einen früheren Zeitpunkt datiert, als sie nach Ergebnissen der modernen Forschung tatsächlich entstanden sind);
- Entstehungsorte der Manuskripte (es gab sieben größere Skriptoria, denen sie entstammen: Winchester, Exeter, Worcester, Abingdon, Durham, und zwei in Canterbury, nämlich Christ Church und die Abtei St. Augustinus);
- Verbindungen der angelsächsischen Welt mit dem Rest Europas;
- Identifikation der benutzten regionalen Dialekte, nämlich die von Northumbria, Mercia, Kent und Wessex.

Wo genau die Verbreitungsgebiete der Dialekte lagen, ist in der Wissenschaft umstritten, doch deckten sie sich zumindest im Kern mit den genannten vier englischen Königreichen. Northumbria war von irischen Mönchen missioniert worden, und die von ihnen gegründeten Klöster (wie z. B. das Kloster von Lindisfarne) bildeten nun Zentren der literarischen Aktivität – die allerdings zum Erliegen kam, als Northumbria im 9. Jahrhundert größtenteils von dänischen Invasoren erobert wurde und nach der Rückeroberung große Gebiete durch schottische Angriffe verlor. Ein Teil von Mercia wurde ebenfalls von den Wikingern unterworfen; die restlichen Gebiete fielen an das erstarkende Wessex, dem auch Kent angeschlossen wurde. Unter Alfred, König von Wessex, begann nun eine längere literarische Blütezeit des Altenglischen. Vor diesem Hintergrund ist es verständlich, dass die meisten – wenn auch nicht alle – altenglischen Handschriften im Dialekt von Wessex, dem Westsächsischen, geschrieben sind. Alfred machte das Westsächsische zur Amtssprache und ließ zahlreiche lateinische Werke in seinen Dialekt übersetzen. Auch entsandte er Schreiber in die Regionen seines Reiches, die bisher nur mündlich im lokalen Dialekt tradierte Geschichten im westsächsischen Dialekt aufschrieben oder ältere Niederschriften aus anderen Dialekten in das Westsächsische umschrieben. So kommt es, dass von allen Werken der altenglischen Dichtung, die in einer northumbrischen oder merzischen Version vorliegen, auch eine westsächsische vorhanden ist, so z. B. von The Dream of the Rood und Cædmon’s Hymn. Dass einige Manuskripte (z. B. Beowulf) Elemente verschiedener Dialekte enthalten, hat wahrscheinlich einen ähnlichen Grund: Die Kopisten des Textes entstammten anderen Regionen als die ursprünglichen Erzähler oder Schriftsteller.

## Altenglische Dichtung

### Merkmale altenglischer Dichtung

#### Aufteilung und Quellen
Die altenglische Dichtung lässt sich in zwei Bereiche aufteilen, nämlich die germanisch-vorchristliche und die christliche. Sie ist hauptsächlich in vier Manuskripten überliefert. Dies sind das Junius manuscript (auch bekannt als Cædmon manuscript), eine illustrierte poetische Anthologie und das Exeter Book, ebenfalls eine Anthologie, die in der Kathedrale von Exeter aufbewahrt wird, seit sie ihr im 11. Jahrhundert gespendet wurde. Das dritte Manuskript ist als das Vercelli Book bekannt – eine Mischung aus Dichtung und Prosa; wie es nach Vercelli in Italien gelangte, ist unbekannt und wird diskutiert. Das letzte Manuskript ist der Nowell Codex, ebenfalls eine Mischung aus Dichtung und Prosa.

#### Die Dichter

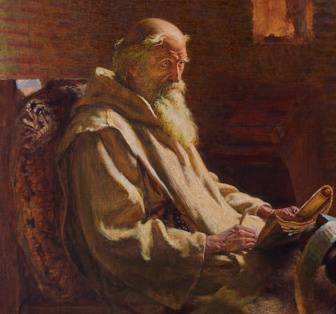
Viele altenglische Autoren waren auch Übersetzer. So auch Beda, hier in einem Bild von James Doyle Penrose aus dem Jahr 1902.

Die meisten altenglischen Dichter waren anonym. Zwölf von ihnen sind uns zwar aus mittelalterlichen Quellen namentlich bekannt, aber nur vier von diesen können mit einiger Sicherheit auch altenglischen Werken zugeordnet werden, nämlich Cædmon, Beda Venerabilis, Alfred der Große und Cynewulf. Nur Cædmon, Beda und Alfred haben uns bekannte Biographien.
Cædmon ist der bekannteste Dichter und wird als der Vater der altenglischen Dichtung bezeichnet. Er lebte im Kloster von Whitby in Northumbria im 7. Jahrhundert. Nur ein einziges neunzeiliges Gedicht ist uns von ihm erhalten, das Cædmon’s Hymn (Hymnus) genannt wird und der älteste erhaltene englische Text ist.
Bischof Aldhelm von Sherborne (gest. 709), ist durch Wilhelm von Malmesbury bekannt, der schrieb, dass Aldhelm säkulare Lieder zur Harfenbegleitung sang. Viel von seiner lateinischen Prosa ist überliefert, aber nichts ist von seinem altenglischen Werk geblieben.
Es hat sich herausgestellt, dass die Person hinter dem Namen Cynewulf schwer zu identifizieren ist, aber in der letzten Zeit ist man in der Forschung zu dem Schluss gekommen, dass er dem frühen 9. Jahrhundert entstammt; ihm wird eine Reihe von Gedichten zugeschrieben, beispielsweise The Fates of the Apostles und Elene (beide im Vercelli Book), sowie Christ II und Juliana (beide im Exeter Book).

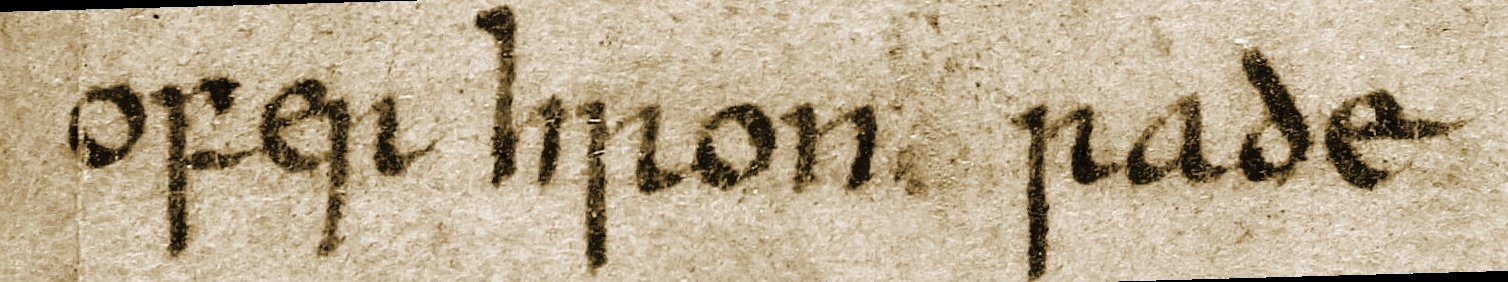
Beispiel für ein Kenning: Ausschnitt aus der ersten Seite des Beowulf mit den Worten „ofer hron(h)rade“, das heißt „über die Wege des Wals (=das Meer)“

#### Regeln der altenglischen Dichtkunst
Von den Angelsachsen sind keine Regeln oder Systeme überliefert, wie Dichtung zu schreiben ist; alles, was darüber bekannt ist, wissen wir aus der modernen Forschung. Die erste allgemein akzeptierte Theorie war die von Eduard Sievers (1885), der fünf typische Muster der Alliteration unterschied. John C. Popes Theorie von 1942 benutzt eine musikalische Notation und wurde teilweise angenommen, aber der verbreitetste und am besten bekannte Ansatz bleibt der von
Sievers. Dieses System basiert auf den Akzenten, Alliterationen, Assonanzen und Betonungsrhythmen. Es besteht aus fünf Variationen eines grundlegenden Versschemas. Dieses System findet sich in irgendeiner Form in allen älteren germanischen Sprachen und wurde dem Altenglischen vererbt. Eine Verszeile ist in zwei Halbverse unterteilt, den An- und den Abvers. Jeder Halbvers hat üblicherweise zwei betonte Silben. Zwei oder mehr betonte Silben alliterieren miteinander, wie in der folgenden Verszeile aus dem Beowulf (Vs. 194–195):
Zwei Stilfiguren, die man häufig in altenglischer Dichtung findet, sind das Kenning, mit dem eine (oft einfache) Sache formelhaft umschrieben wird (z. B. Schwanenstraße für das Meer) und der Litotes, eine Art der Untertreibung, die vom Autor zum Zweck eines ironischen Effekts eingesetzt wird. Relativ selten werden Vergleiche gebraucht. Dies wird z. T. damit begründet, dass altenglische Dichtung im Allgemeinen auf einen schnellen Duktus abzielt, wofür rasch zugängliche Metaphern wie das Kenning besser geeignet sind als Vergleiche.

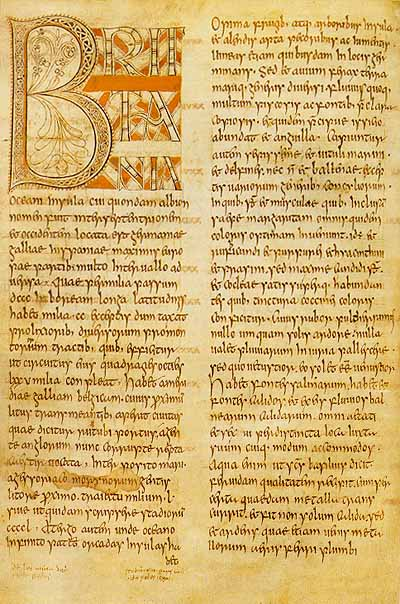
Bedas Historia (hier eine Seite einer lateinischen Kopie von 746) wurde später von König Alfred übersetzt und spiegelt die Weltsicht des frühen angelsächsischen Mittelalters.

#### Leitmotive
In den Werken altenglischer Dichtung konkurrieren und verschmelzen vorchristliche germanisch geprägte und christliche Weltanschauungen. Das germanische Weltbild ist vom Prinzip des wyrd, des unerbittlichen Schicksals bestimmt, dem der Held sich stellen muss. Eine Überwindung des Schicksals kann nur durch den Beweis von Heldenmut gelingen, durch den der Krieger unsterblichen Ruhm erhält. Darauf weisen auch die Aufzählungen berühmter Vorfahren in den Stammbäumen der Hauptpersonen hin. Von einem Leben nach dem Tod wussten oder versprachen sich die Angelsachsen wenig, wie ein Berater des Königs in Bedas lateinischem Geschichtswerk ausführt:
Dieser germanischen Weltsicht stehen christliche Denkweisen gegenüber, die sich mit der Missionierung und der Zunahme des christlichen Glaubens unter den Angelsachsen verbreiteten. Diese Denkweisen wurden nun auch vermehrt in die Dichtung aufgenommen, doch ersetzten sie die germanische Anschauung nicht, sondern existierten mit ihr Seite an Seite: Der Held tritt nach wie vor als Einzelkämpfer Feind und Schicksal entgegen, doch wird ihm nun ein helfender, tröstender Gott zur Seite gestellt. Der Kampf gegen den Widersacher wird nun zum Kampf gegen das Böse schlechthin stilisiert. Umgekehrt nehmen viele christliche Texte Anleihen bei den Motiven der Heldendichtung, wohl um dem Leser oder Hörer eine ähnlich spannende Handlung zu bieten, wie er sie von den vorchristlichen Erzählungen gewohnt war.

#### Mündliche Tradition und schriftliche Überlieferung
Altenglische Dichtung war eine mündliche vorgetragene Kunst. Unser Verständnis davon beruht nur auf schriftlichen Überlieferungen und ist unvollständig. Wir wissen z. B., dass der Dichter oder Sänger (scop genannt) auf der Harfe begleitet werden konnte; es könnte andere Traditionen gegeben haben, die uns unbekannt sind.
Unter den altenglischen Texten ist die Zahl der dichterischen Werke am geringsten, aber die angelsächsische Kultur hatte eine reiche narrative Tradition, von der lediglich ein kleiner Teil niedergeschrieben wurde oder die Jahrhunderte überstanden hat.

### Werke altenglischer Dichtung

#### Früheste Zeugnisse
Als Vorläufer der Manuskripte und älteste Beispiele altenglischer Dichtung können Runeninschriften betrachtet werden, z. B. auf dem Runenkästchen von Auzon und dem Kreuz von Ruthwell. Diese Inschriften sind jedoch wegen ihres höchst elliptischen bzw. fragmentarischen Charakters sehr schwer zu entschlüsseln.

#### Heldendichtung

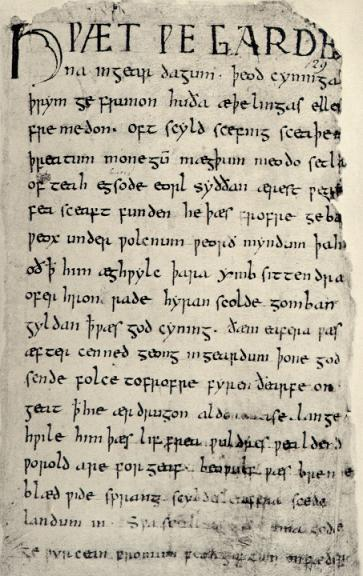
Erste Seite des Beowulf-Manuskripts, enthalten im beschädigten Nowell Codex

Von allen Werken altenglischer Dichtung haben die Heldengedichte am meisten Aufmerksamkeit erfahren. Das mit 3182 Zeilen längste und bedeutendste ist Beowulf, das im beschädigten Nowell Codex überliefert ist. Es erzählt die Geschichte des legendären Helden Beowulf, der
im ersten Teil dem bedrängten König Hrothgar zu Hilfe eilt und im zweiten Teil, nun selbst ein gealterter König, einen Drachen erschlägt. Die Handlung spielt in Skandinavien, und wahrscheinlich ist sie auch skandinavischen Ursprungs. Das Verswerk ist zum Status eines Nationalepos aufgestiegen und zieht das Interesse zahlreicher Historiker, Anthropologen, Literaturwissenschaftler und Studenten auf der ganzen Welt auf sich.
Neben Beowulf existieren weitere, weniger bekannte Gedichte. Zwei Gedichte sind Fragmente, nämlich das Finnsburg-Fragment, eine Nacherzählung der Schlachtszenen aus dem Beowulf (manche bezweifeln jedoch, dass er tatsächlich als Vorlage diente), und Waldere, das Ereignisse im Leben des Walther von Aquitanien enthält. In zwei weiteren Gedichten werden Heldenfiguren erwähnt: Von Widsith glaubt man, dass es stellenweise sehr alte Teile mit Ereignissen um Ermanarich und die Goten aus dem 4. Jahrhundert enthält; es enthält eine Auflistung von Personen- und Ortsnamen, mit denen Ruhmestaten verbunden werden.
Deor ist ein Gedicht im Stil von Trost der Philosophie, in dem die Schicksalsschläge berühmter Helden (z. B. Wieland der Schmied und Ermanarich) mit der augenblicklichen unglücklichen Lage des Erzählers verglichen werden.
In der Anglo-Saxon Chronicle sind eine ganze Reihe von verschiedenen heroischen Gedichten an unterschiedlichen Stellen eingefügt (in Klammern jeweils das Jahr der Entstehung). Das älteste, The Battle of Brunanburh (937), feiert den Sieg von König Æthelstan über die Schotten und Skandinavier. Fünf weitere, kürzere Gedichte besingen die Eroberung der fünf Grafschaften, die von den Skandinaviern besetzt worden waren (942), die Krönung von König Edgar (973) und seinen Tod (975), den Tod von König Alfred dem Großen (1036) und den von König Eduard dem Bekenner (1065).
Das Gedicht The Battle of Maldon besingt in 325 Zeilen Earl Byrhtnoth und seine Männer, die in einer Schlacht gegen die Wikinger 991 fielen. Es wird als eines der hervorragendsten Gedichte betrachtet, aber der Anfang und das Ende fehlen, und das einzige Manuskript wurde 1731 bei einem Brand ein Raub der Flammen. Die berühmte Rede eines Kriegers am Ende des Gedichts lautet:
| Hige sceal þe heardra, heorte þe cenre, mod sceal þe mare, þe ure mægen lytlað. Her lið ure ealdor eall forheawen, god on greote. A mæg gnornian se ðe nu fram þis wigplegan wendan þenceð. Ic eom frod feores; fram ic ne wille, ac ic me be healfe minum hlaforde, be swa leofan men, licgan þence. Übersetzung: Unser Wille muss umso entschlossener, unser Herz tapferer, unser Mut größer sein, je mehr unsere Zahl nachlässt. Hier liegt unser Anführer niedergehauen, der gute Mann im Staub; derjenige mag für immer trauern, der daran denkt, sich von diesem Schwert-Spiel abzuwenden. Ich bin alt, ich will hier nicht weg, sondern gedenke, neben meinem Herrn, einem so geliebten Mann, zu liegen. --(Battle of Maldon, Vs. 312–319) |

Altenglische Gedichte wurden zunächst mündlich von einer Generation der nächsten überliefert. Als der christliche Glaube in England Fuß zu fassen begann, wurden die Erzählungen des Christentums oft in die Form der germanischen Heldengedichte gebracht.

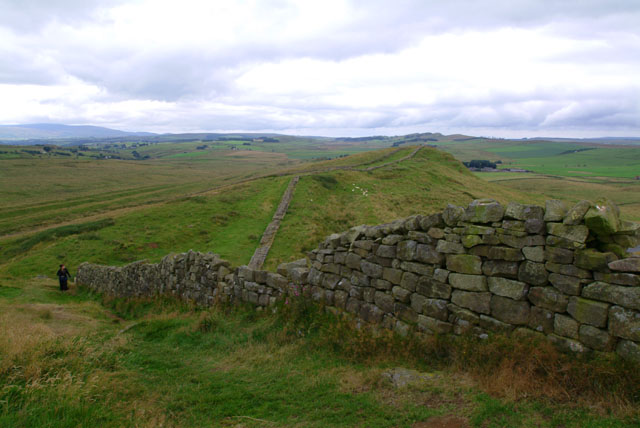
Das Gedicht The Ruin ist inspiriert von Bauwerken wie dem hier abgebildeten Hadrianswall, der von den Römern in Großbritannien errichtet wurde und nach ihrem Abzug verfiel.

#### Weisheitsdichtung
Den heroischen Epen verwandt ist eine Reihe von kurzen Gedichten aus dem Exeter Book, die man als Beispiele der Weisheitsdichtung bezeichnet. Sie sind lyrisch und boëthisch in ihrer Beschreibung des Auf und Abs des Schicksals. Düsterer Stimmung sind The Ruin, das vom Zerfall einer ehemals herrlichen Stadt des römischen Britanniens erzählt (Britannien war nach dem Abzug der Römer im 5. Jahrhundert im Niedergang begriffen), und The Wanderer, in dem ein älterer Mann von einem Überfall spricht, der in seiner Jugend vorfiel und in dem alle seine engen Freunde und nahen Verwandten getötet wurden; Erinnerungen an das Massaker verfolgen ihn sein ganzes Leben lang. Er stellt die Weisheit der impulsiven Entscheidung in Frage, den Kampf mit einer möglicherweise überlegenen gegnerischen Truppe aufzunehmen: Der weise Mann greift zum Schwert, um die Gesellschaft zu erhalten, er darf sich nicht Hals über Kopf in den Kampf stürzen, sondern muss Verbündete finden, wenn seine Chancen schlecht stehen. Der Dichter von The Wanderer findet Tollkühnheit wenig ruhmreich. The Seafarer ist die Geschichte eines bedrückten Exilanten, dessen einzige Hoffnung auf Erlösung die himmlischen Freuden sind. Andere Werke der Weisheitsdichtung sind u. a. Wulf and Eadwacer, The Wife’s Lament und The Husband’s Message. König Alfred der Große schrieb im Laufe seiner Herrschaft ein Werk der Weisheitsdichtung, das lose auf der neuplatonischen Philosophie des spätantiken Gelehrten Boëthius basiert und The Lays of Boethius benannt ist.

#### Adaptionen griechischer und lateinischer Dichtung
Mehrere altenglische Gedichte sind Adaptionen philosophischer Texte der Antike. Das längste ist die Übersetzung von Boëthius’ Trost der Philosophie aus dem 10. Jahrhundert, die im Cotton manuscript überliefert ist. Ein weiteres ist The Phoenix aus dem Exeter Book, einer Allegorie von De ave Phoenice von Lactantius.
Andere kurze Gedichte stehen in der lateinischen Tradition des Bestiariums, z. B. The Panther, The Whale und The Partridge.

#### Christliche Dichtung

##### Hagiographien
Das Vercelli Book und das Exeter Book enthalten je zwei lange narrative Gedichte über das Leben verschiedener Heiliger, sogenannte Hagiographien. Im Vercelli Book sind das Andreas und Elene, im Exeter Book Guthlac und Juliana.
Andreas ist 1722 Zeilen lang und, was Stil und Ton betrifft, von allen überlieferten altenglischen Gedichten dem Beowulf am ähnlichsten. Das Gedicht beschreibt die Geschichte des Heiligen Andreas und der Reise, die er zur Rettung des Heiligen Matthäus vor den Mermidonen unternahm.
Elene ist die Geschichte der Heiligen Helena (Mutter von Kaiser Konstantin) und ihrer Entdeckung des Kreuzes Jesu Christi. Die Kreuzverehrung war in den christlichen Bereichen des angelsächsischen England weit verbreitet und dieses Gedicht daher von großer Bedeutung.
Guthlac besteht eigentlich aus zwei Gedichten über den englischen Heiligen Guthlac aus dem 7. Jahrhundert. Juliana ist die Geschichte der Märtyrerin Juliana von Nikomedia.

##### Bibelübertragungen

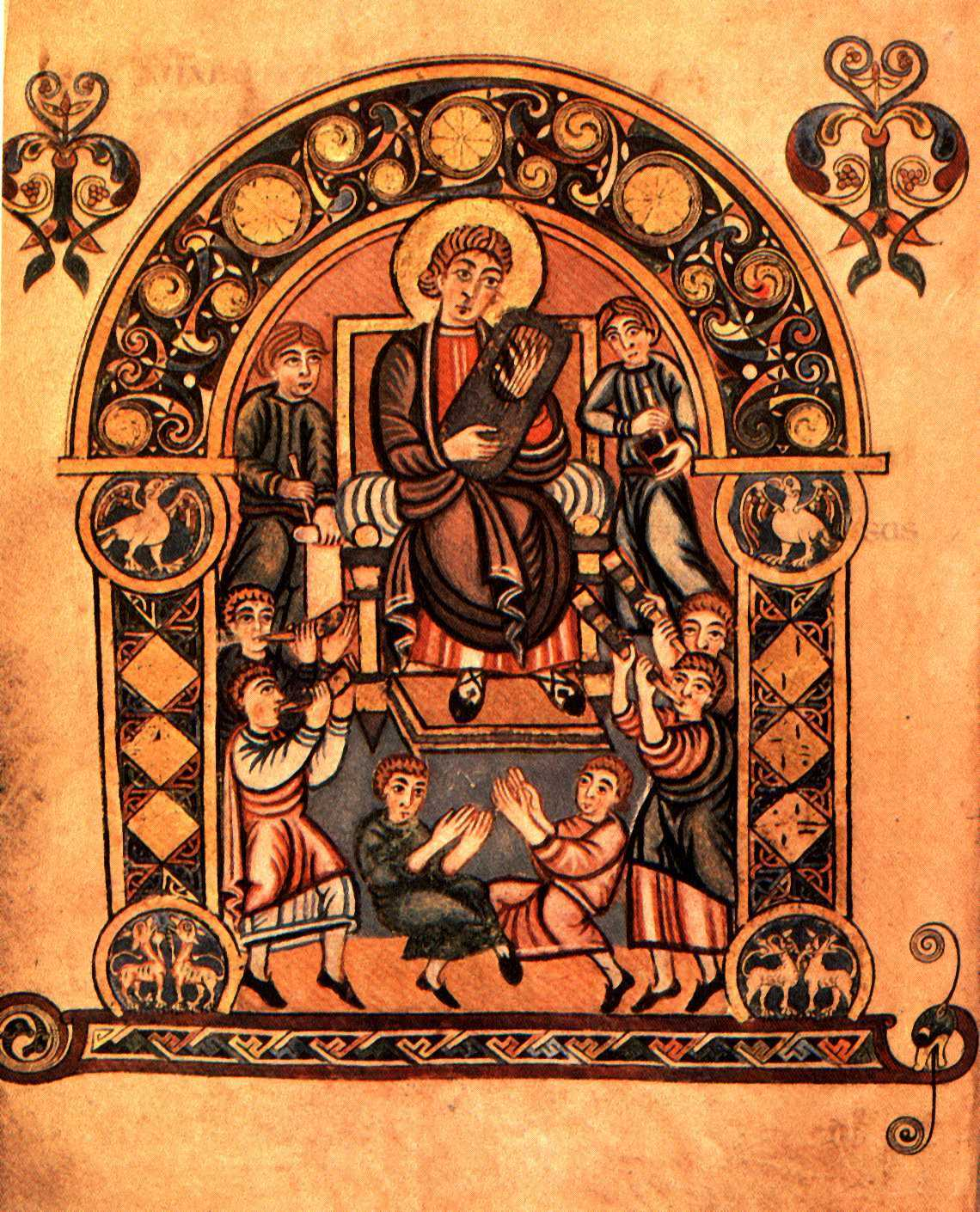
König David mit Musikanten aus dem Vespasian Psalter. Die Interlinearübersetzung dieses lateinischen Textes ist möglicherweise die älteste erhaltene Übersetzung ins Altenglische überhaupt.

Das Junius-Manuskript enthält drei Übertragungen alttestamentlicher Texte. Sie sind keine exakten Übersetzungen, sondern sinngemäße Übertragungen, manchmal Nachdichtungen von eigener poetischer Qualität. Die erste und längste ist aus der Genesis, die anderen aus Exodus und Daniel.
Der Nowell Codex enthält gleich nach dem Beowulf eine Bibelübertragung namens Judith, die die Geschichte des Buches Judit erzählt.
Die Psalmen 51 bis 150 sind überliefert; sie folgen einer Prosaübersetzung der ersten 50 Psalmen. Möglicherweise existierte ein vollständiger Psalter, von dem nur die letzten 100 Psalmen in Gedichtform erhalten sind. Der Vespasian Psalter enthält eine Interlinearübersetzung, die zwischen 820 und 850 entstand und damit wahrscheinlich die älteste Übersetzung ins Altenglische darstellt. Die Übersetzung weist Merkmale südenglischer Dialekte auf; möglicherweise wurde sie in einem der Skriptorien von Canterbury oder im Kloster von Minster-in-Thanet eingefügt.
Es gibt eine Reihe von Versübersetzungen des Gloria in Excelsis, des Vaterunsers, des Apostolischen Glaubensbekenntnisses und eine Reihe von geistlichen Liedern und Sprichwörtern.

##### Christliche Gedichte
Neben den Bibelübertragungen gibt es eine Reihe von eigenen religiösen Gedichten, die vorwiegend der Lyrik zuzuordnen sind.
Das älteste Gedicht ist wahrscheinlich Cædmon’s Hymn, ein Neunzeiler und Cædmons einziges erhaltenes Werk:

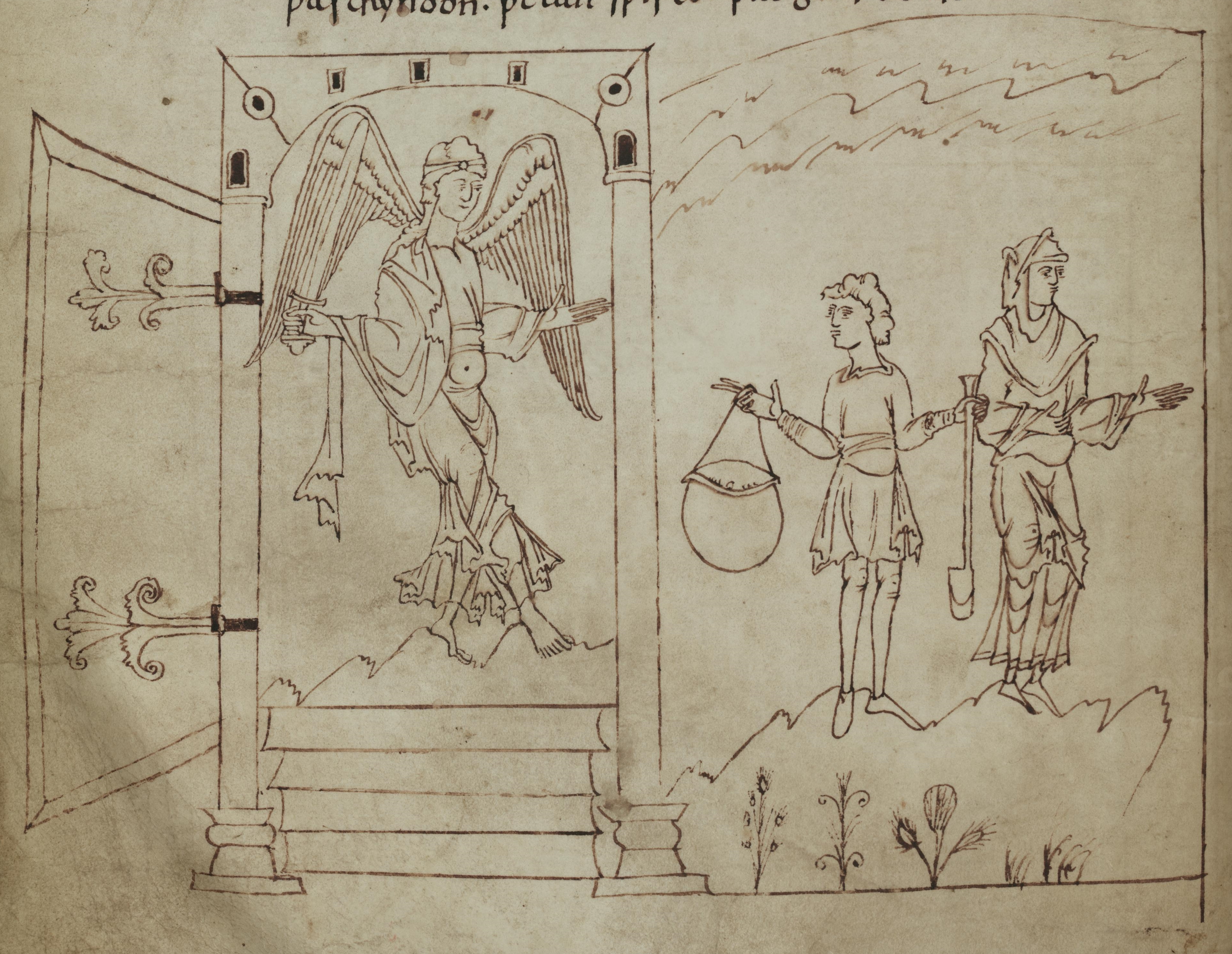
In dieser Illustration von Seite 46 des Cædmon- (oder Junius-)Manuskripts ist ein Engel dargestellt, der das Tor zum Paradies bewacht.

| Nu scylun hergan hefaenricaes uard metudæs maecti end his modgidanc uerc uuldurfadur sue he uundra gihuaes eci dryctin or astelidæ he aerist scop aelda barnum heben til hrofe haleg scepen. tha middungeard moncynnæs uard eci dryctin æfter tiadæ firum foldu frea allmectig Übersetzung: Nun lasst uns den Bewahrer des himmlischen Königreiches preisen die Macht des Schöpfers und seine Gedanken das Werk des glorreichen Vaters, wie von jedem der Wunder der ewige Herr den Anbeginn schuf. Er schuf zuerst für die Söhne der Menschen den Himmel als Dach, der heilige Schöpfer, dann Mittelerde der Bewahrer der Menschheit, der ewige Gott, später machte, die Erde für die Menschen, der allmächtige Herr. --(Cædmon, Hymn) |

Das Exeter Book enthält eine Serie von Gedichten, die den Titel Christ erhalten hat und in Christ I, Christ II und Christ III aufgeteilt wird.
Als eines der schönsten altenglischen Gedichte wird The Dream of the Rood betrachtet, das im Vercelli Book erhalten ist. Es ist eine Traumvision von Christus am Kreuz, wobei das Kreuz personifiziert ist und spricht:
| Feala ic on þam beorge gebiden hæbbe wraðra wyrda. Geseah ic weruda god þearle þenian. þystro hæfdon bewrigen mid wolcnum wealdendes hræw, scirne sciman, sceadu forðeode, wann under wolcnum. Weop eal gesceaft, cwiðdon cyninges fyll. Crist wæs on rode. Übersetzung: Viele Grausamkeiten des Schicksals erfuhr ich auf diesem Hügel. Den Gott der Heerscharen sah ich erbarmungslos ausgestreckt. Die Dunkelheit hatte mit Wolken den Leichnam des Herrschers bedeckt, das gleißende Licht. Schatten kamen hervor, dunkel unter den Wolken. Die ganze Schöpfung weinte, beklagte den Tod des Königs. Christus war am Kreuz. --(Dream of the Rood, Vs. 50–56) |

Der Träumende beschließt, auf das Kreuz zu vertrauen, und der Traum endet mit einer Vision des Himmels.
Es existiert schließlich auch eine Anzahl von Gedichten mit religiösen Diskussionen. Das längste ist Christ and Satan im Junius-Manuskript und handelt von der Auseinandersetzung, die Jesus mit dem Satan austrug, als er für 40 Tage in die Wüste ging. Ein anderes Beispiel ist Solomon and Saturn, das in mehreren Textfragmenten erhalten ist und in dem Saturn als Magier dargestellt wird, der mit dem weisen König Salomon debattiert.

#### Sprüche, Rätsel und Listengedichte
Weitere altenglische Gedichte sind in der Form von Rätseln, Kurzversen, Sinnsprüchen (Gnomen), und mnemonischen Gedichten, die dabei helfen sollen, lange Namenslisten zu lernen. Rätsel sind im Exeter Book enthalten, das eine Sammlung von 95 Rätseln bietet, für die keine Lösungen angegeben sind und deren Lösung auch z. T. unbekannt geblieben ist. Einige Rätsel enthalten anstößige Anspielungen. Kurzverse findet man häufig am Seitenrand von Manuskripten. Eine Sammlung von Sprüchen ist als Lacnunga bekannt, mit Zaubersprüchen, Beschwörungen und Weißer Magie. Sie bietet praktische Ratschläge, z. B. gegen den Verlust von Vieh, wie man bei einer sich hinziehenden Geburt zu verfahren hat, mit einem Bienenschwarm umgeht und vieles andere mehr:
| Se wifman se hire cild afedan ne mæg: gange to gewitness mannes birgenne & stæppe þon(ne) þriwa ofer þa byrgenne, & cweþe þon(ne) þriwa þas word: "þis me to bote þære laþan lætbyrde; þis me to bote þære swærtbyrde; þis me to bote þære laþan lambyrde". Übersetzung: Die Frau, die ihr Kind nicht gebären kann: Sie soll zum Grab eines toten Mannes gehen und dreimal darübersteigen und dreimal diese Worte sagen: "Dies ist mein Heilmittel gegen die abscheuliche langsame Geburt; dies ist mein Heilmittel gegen die kummervolle schwarze Geburt; dies ist mein Heilmittel gegen die abscheuliche missgebildete Geburt." --(Lacnunga, CLXI) |

Der längste Spruch ist der Nine Herbs Charm (Neunkräuterzauber), der wahrscheinlich heidnischen Ursprung ist. In ihm werden die Heilkräfte von neun Kräutern erklärt.
Eine Gruppe von mnemonischen Gedichten ist dazu gedacht, Listen von Namen und Dingen in richtiger Reihenfolge leichter lernen zu können. Diese Gedichte heißen Menologium, The Fates of the Apostles, The Rune Poem, The Seasons for Fasting und Instructions for Christians.

## Altenglische Prosa
Es ist weitaus mehr altenglische Prosa erhalten als Dichtung, und zwar v. a. Predigten und Übersetzungen religiöser Werke aus dem Lateinischen. Die ältesten erhaltenen Prosawerke entstammen dem 9. Jahrhundert.

### Christliche Prosa

#### Alfred, Ælfric und Wulfstan II.

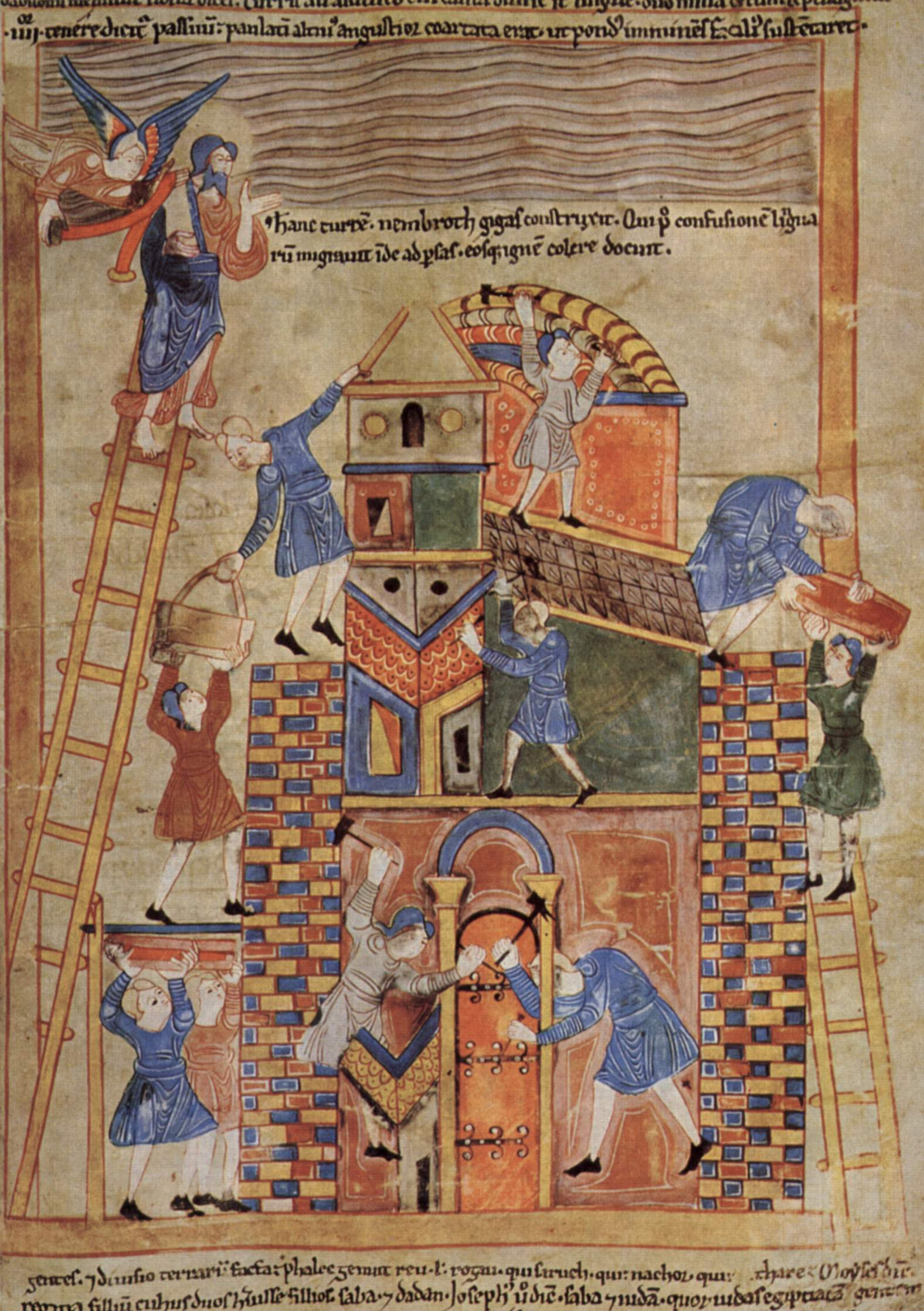
Der Turmbau zu Babel. Aus einem illustrierten Manuskript von Ælfrics Bibelübersetzungen.

Der bekannteste altenglische Autor war König Alfred, der viele lateinische Bücher ins Altenglische übersetzte. Zu diesen Übersetzungen gehören: The Pastoral Care, das ein Hirtenbrief Papst Gregors und Handbuch über die Pflichten eines Priesters ist; The History of the World von Paulus Orosius, ein begleitendes Werk zu De civitate Dei von Augustinus von Hippo; Trost der Philosophie von Boëthius; die Soliloquien des Augustinus und die Historia ecclesiastica gentis Anglorum von Beda. Obwohl all diese Werke üblicherweise König Alfred zugeschrieben werden, ist der Stil und die Sprache in jedem so unterschiedlich, dass es wahrscheinlicher ist, dass sie von verschiedenen Personen geschrieben wurden, möglicherweise sogar zu verschiedenen Zeiten.
Ælfric Grammaticus, der Abt von Eynsham, war in der zweiten Hälfte des 10. Jahrhunderts schriftstellerisch aktiv. Er war der größte und produktivste Schreiber von Predigten in altenglischer Sprache, die bis weit in das 13. Jahrhundert kopiert und adaptiert weiterbenutzt wurden. Er schrieb auch einige Hagiographien, eine altenglische Übersetzung der Regula Benedicti, Hirtenbriefe, Glossare, Übersetzungen der ersten sechs Bücher (den Hexateuch) sowie weiterer Teile der Bibel, z. B. das Buch der Sprichwörter, der Weisheit und das Buch Kohelet.

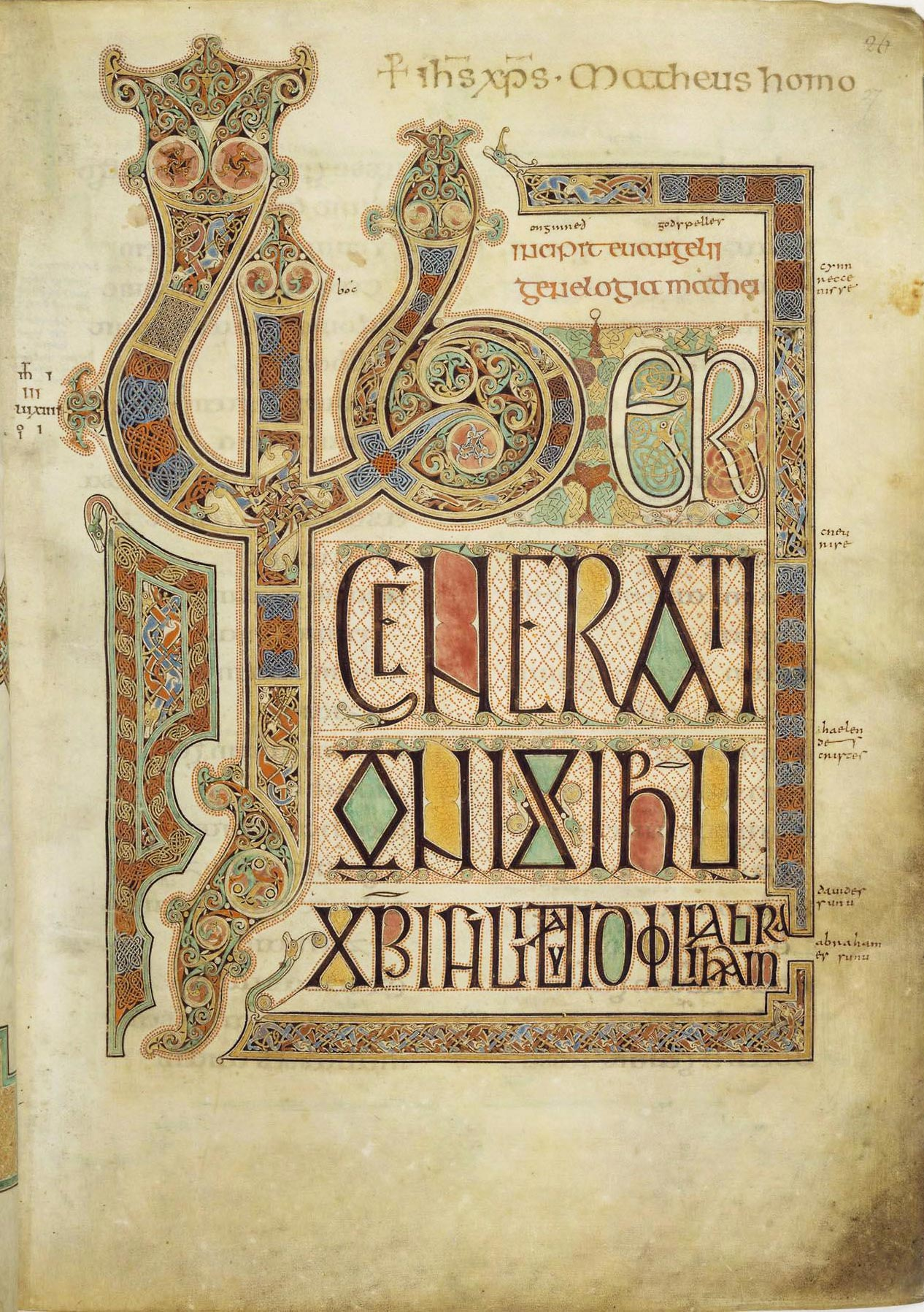
Erste Seite des Matthäusevangeliums der (lateinischen) Lindisfarne Gospels, zwischen deren Zeilen Wort für Wort die altenglischen Entsprechungen eingetragen wurden.

Im gleichen Bereich tätig und ein Zeitgenosse Ælfrics war Wulfstan II., 1003–1023 Erzbischof von York. Seine Predigten sind in virtuosem Stil verfasst. Sein bekanntestes Werk ist Sermo ad Anglos; in ihm führt er die Invasionen der Wikinger auf die Sünden der Angelsachsen zurück. Er schrieb eine Anzahl von kirchenjuristischen Texten, u. a. Institutes of Polity und Canons of Edgar.
Im 10. Jahrhundert wurde auch in den lateinischen Text der Lindisfarne Gospels eine altenglische Interlinearglosse eingefügt.

#### Anonyme Texte
Einer der ältesten altenglischen Prosatexte ist die Martyrology, ein Katalog mit Informationen über Heilige und Märtyrer, geordnet nach ihren Jahres- und Festtagen im Kirchenkalender. Das Werk ist in sechs Fragmenten erhalten und wurde wahrscheinlich im 9. Jahrhundert von einem unbekannten merzischen Autor geschrieben.
Die älteste Sammlung von Predigten sind die Blickling homilies im Vercelli Book aus dem 10. Jahrhundert.
Neben den Hagiographien von Ælfric existieren Heiligenleben des Heiligen Guthlac (Vercelli Book), der Heiligen Margarete und des Heiligen Chad. Vier Heiligenleben sind im Julius-Manuskript erhalten: Die der Sieben Schläfer von Ephesus, der Heiligen Maria von Ägypten, der Heiligen Euphrosyne und des Heiligen Eustachius.
Ælfrics Bibelübersetzungen stehen neben einer Vielzahl weiterer Übersetzungen vieler Teile der Bibel und apokrypher Schriften, z. B. das so genannte Nikodemusevangelium, das Pseudo-Matthäus-Evangelium, die Vindicta salvatoris (ein weiterer apokrypher Pilatustext), die Vision des Heiligen Paulus und die Apokalypse des Thomas.
Zu den größten Korpora des Altenglischen gehört der Bestand juristischer Texte. Sie wurden von kirchlichen Häusern gesammelt und aufbewahrt. Hierzu gehören viele verschiedene Arten von Texten: Aufzeichnungen von Schenkungen durch Adelige, Testamente, Listen von Büchern und Reliquien, Berichte von Gerichtsverhandlungen und Gildenregeln. Alle diese Texte erschließen wertvolle Einsichten in die Sozialgeschichte der angelsächsischen Zeit, sie haben aber auch literarischen Wert, da man z. B. die Berichte von Gerichtsverhandlungen auf ihre Benutzung der Rhetorik untersuchen kann.

### Weltliche Prosa

#### Geschichtsschreibung und Literatur
Die Anglo-Saxon Chronicle wurde wahrscheinlich zur Zeit König Alfreds begonnen und über 300 Jahre lang als Aufzeichnung der angelsächsischen Geschichte weitergeführt.
Ein einziges Beispiel für eine Romanze nach antikem Muster ist überliefert, nämlich ein Fragment einer Übersetzung von Philostratus’ (im Jahr 220) Biographie von Apollonius von Tyana aus dem 11. Jahrhundert.

#### Lehrbücher, medizinische und juristische Werke

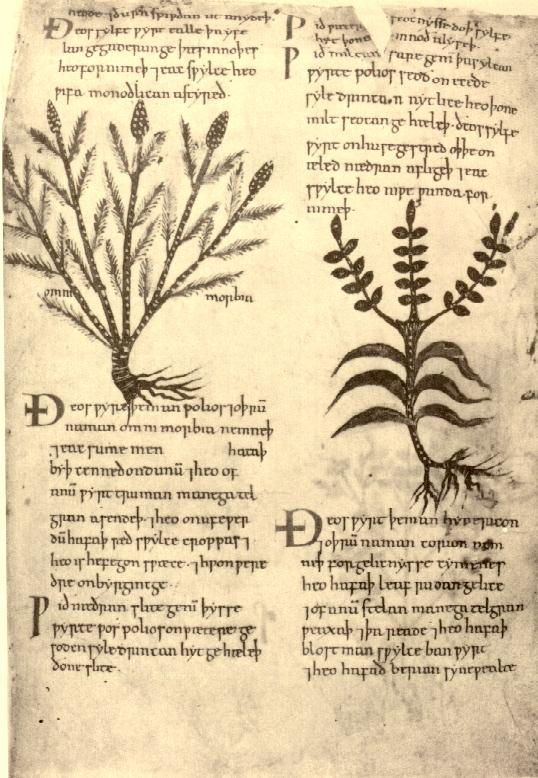
Seite aus dem Herbarium Apuleii: Beschreibung eines Krautes, das man „Polios und, bei einem anderen Namen, Omnimorbia nennt“.

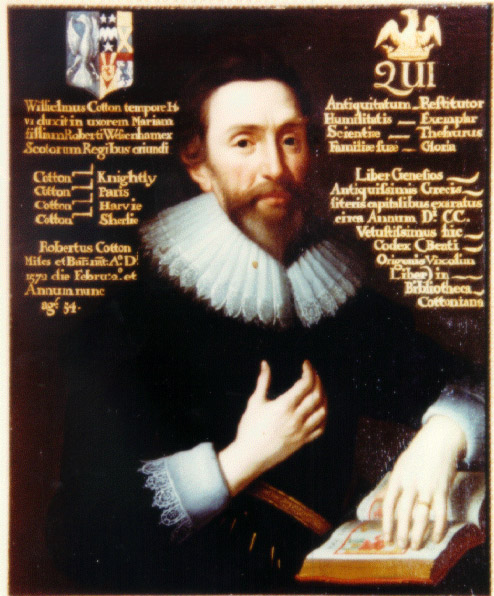
Das Porträt aus dem Jahre 1626 zeigt Robert Cotton, dessen berühmte Bibliothek so bedeutende Manuskripte wie Beowulf und die Anglo-Saxon Chronicle umfasste.

Ein Mönch aus der Zeit von Ælfric und Wulfstan war Byrhtferth von Ramsey; seine Bücher Handboc und Manual sind Studien der Mathematik und der Rhetorik.
Ælfric schrieb zwei wissenschaftliche Werke, Hexameron und Interrogationes Sigewulfi, die sich mit der Schöpfungsgeschichte beschäftigen. Er verfasste auch eine Grammatik und ein Glossar der lateinischen Sprache auf Englisch, die später von Studenten des Altfranzösischen benutzt wurden, da sie mit Interlinearglossen in Altfranzösisch versehen worden sind.
Es gibt zahlreiche Regeln und Berechnungen zur Festlegung der Festtage, und Tabellen, mit deren Hilfe Gezeiten und Mondphasen vorhergesagt werden können.
Im Nowell Codex ist der Text von The Wonders of the East überliefert mit einer bemerkenswerten Weltkarte und anderen Illustrationen. Ebenfalls im Nowell Codex enthalten ist Alexander’s Letter to Aristotle. Da in diesem Manuskript auch Beowulf gefunden wurde, vermuten manche Literaturwissenschaftler, dass der Nowell Codex eine Sammlung über exotische Orte und Kreaturen ist.
Überliefert ist auch eine Reihe von interessanten Werken der Medizinalliteratur. Eine Übersetzung des Herbarium von Pseudo-Apuleius mit eindrucksvollen Illustrationen wurde zusammen mit dem aus dem Altenglischen ins Lateinische rückübersetzte Werk Medicina de quadrupedibus gefunden. Eine zweite Textsammlung ist Bald’s Leechbook, eine Kompilation aus dem 9. Jahrhundert, die Anleitungen zur Kräuterheilkunde und sogar zu chirurgischen Methoden enthält. Sie wird als Gegenstück zur Lacnunga betrachtet, da sie im Gegensatz dazu weniger auf Zaubersprüche als auf nüchterne Ratschläge und medizinische Rezepte setzt:
| Georne is to wyrnanne bearneacum wife þæt hio aht sealtes ete oððe swetes oððe beor drince; ne swines flæsc ete ne naht fætes; ne druncen gedrince, ne on weg ne fere; ne on horse to swiðe ride þy læs þæt bearn of hire die ær tide. Übersetzung: Eine schwangere Frau sollte ernsthaft davor gewarnt werden, etwas zu Salziges zu essen oder etwas zu Süßes oder Bier zu trinken; Schweinefleisch zu essen oder Fettes; bis zur Trunkenheit zu trinken oder eine Reise zu unternehmen; zu viel auf einem Pferd zu reiten, damit ihr Kind nicht schon vor der Geburt stirbt. --(Bald’s Leechbook) |

Die juristischen Texte der Angelsachsen machen einen großen und bedeutenden Teil des Gesamtkorpus aus. Im 12. Jahrhundert wurden sie in zwei großen Sammlungen zusammengefasst (siehe Textus Roffensis). Sie enthalten Gesetze der Könige, beginnend um 602/603 mit denen von Æthelberht I. von Kent, und Texte, die sich mit besonderen Fällen und Orten im Land beschäftigen. Ein interessantes Beispiel ist Gerefa, das die Pflichten eines gerefa (eines königlichen Vogtes; vgl. Graf) auf einem großen Anwesen umreißt. Es gibt außerdem eine große Zahl von rechtlichen Dokumenten für kirchliche Häuser.

## Rezeptionsgeschichte

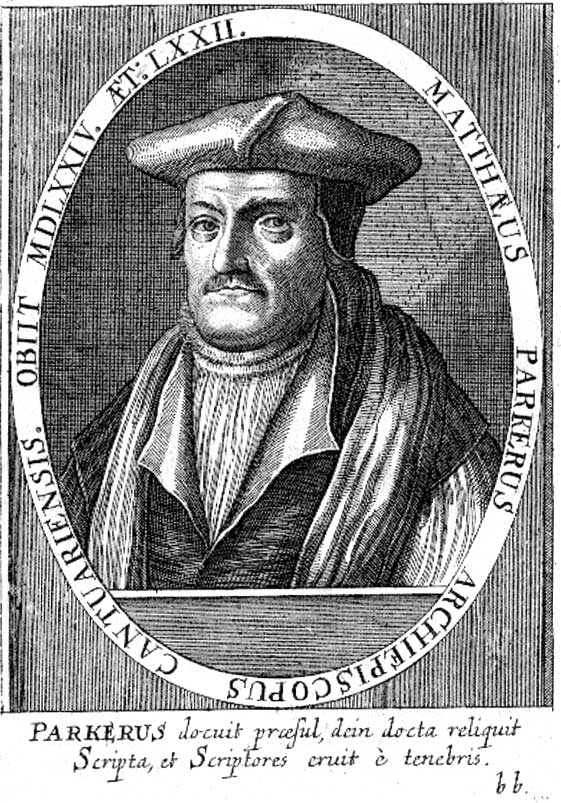
Matthew Parker (1504 bis 1575), Erzbischof von Canterbury und geistliches Oberhaupt der anglikanischen Kirche, war auch ein Sammler altenglischer Manuskripte.

Mit der Eroberung Englands durch die Normannen im Jahre 1066 endete das Zeitalter des Altenglischen, aber die altenglische Literatur verschwand nicht. Viele Predigten und andere literarische Werke wurden auch weiterhin gelesen und in Teilen oder als Ganzes bis ins 14. Jahrhundert hinein benutzt und weiter katalogisiert und organisiert. Während der Reformation, als die klösterlichen Bibliotheken aufgelöst wurden, sammelten Antiquare und Gelehrte die Manuskripte. Unter ihnen waren Laurence Nowell, Matthew Parker, Robert Bruce Cotton und Humfrey Wanley.
Im 17. Jahrhundert begann eine Tradition von Wörterbüchern und Referenzwerken für altenglische Literatur. Das erste war William Somners Dictionarium Saxonico-Latino-Anglicum von 1659. Der Lexikograph Joseph Bosworth begann im 19. Jahrhundert das Wörterbuch An Anglo-Saxon Dictionary, das 1898 von Thomas Northcote Toller vervollständigt und 1972 von Alistair Campbell auf den neuesten Stand gebracht wurde.
Da Altenglisch eine der ersten Sprachen nach Griechisch und Latein war, die niedergeschrieben wurde, war es für Wissenschaftler des 19. Jahrhunderts, die nach den Wurzeln einer europäischen „Nationalkultur“ suchten, von besonderem Interesse. In dieser Zeit wurde Altenglisch regulärer Teil des sprachwissenschaftlichen Curriculums der Universitäten, insbesondere unter etymologischen Aspekten. Seit dem Zweiten Weltkrieg wuchs das Interesse an den Manuskripten selbst; Neil Ker, ein Paläograph, veröffentlichte 1957 den wegweisenden Catalogue of Manuscripts Containing Anglo-Saxon, und bis 1980 waren fast alle angelsächsischen Manuskripte im Druck. J. R. R. Tolkien mit seiner bahnbrechenden Vorlesung Beowulf: The Monsters and the Critics von 1936 ist der Beginn einer Bewegung zu verdanken, die es zum Ziel hatte, das Altenglische auch in den Fokus der Literaturwissenschaft zu rücken.
Altenglische Literatur hatte und hat Einfluss auch auf die moderne Literatur. Einige der bekanntesten Übersetzungen sind die des Beowulf von William Morris und, in neuerer Zeit, von Seamus Heaney, sowie die von The Seafarer durch Ezra Pound. Der Einfluss der Dichtung tritt bei den modernen Dichtern T. S. Eliot, Ezra Pound und W. H. Auden zutage. Viele der Topoi und ein großer Teil der Namensgebung von Der Hobbit und Der Herr der Ringe und vieler anderer Romane spiegeln Elemente der altenglischen Dichtung wider.